# اتاق خواب پادشاه ۳
اتاق خواب پادشاه 
(به تلوگویی: Raju Gari Gadhi 3) و (به انگلیسی: 3 King's bedroom) فیلمی هندی محصول سال ۲۰۱۹ و به کارگردانی اوهمکار است. در این فیلم بازیگرانی همچون آشوینی بابو، آویکا گور و اورواشی ایفای نقش کرده‌اند. این فیلم دنباله اتاق خواب پادشاه و اتاق خواب پادشاه ۲ است.